# フォデ・バロ＝トゥーレ
フォデ・バロ＝トゥーレ（フランス語: Fodé Ballo-Touré、1997年1月3日 - ）は、フランス・コンフラン＝サントノリーヌ出身のサッカー選手。リーグ・アン・ル・アーヴルAC所属。セネガル代表。ポジションはDF。

## 経歴

### クラブ
パリ・サンジェルマンのアカデミーで育成されたが、トップ昇格はかなわず2017年7月1日にクラブとの契約を満了し退団した。
パリ・サンジェルマン退団後、マルセロ・ビエルサ監督率いるリールと契約を結んだ。 
2017年8月6日、ナント戦で先発出場しリーグ・アンデビュー。バロ＝トゥーレはハーフタイムで交代した(試合には3-0で勝利)。
2019年1月10日、モナコに移籍。
2021年7月18日、ミランと4年契約を結んだ。
2022年10月1日、第8節エンポリ戦にて負傷欠場のテオ・エルナンデスに代わりスタメン起用され、後半アディショナルタイム（90+4）に劇的な勝ち越しゴールを決める。これがプロキャリア初ゴールとなった。
2023年9月2日、フラムへ2024年6月30日までの期限付き移籍が発表された。
フラムから復帰後もミランでは構想外となっており、2024-25シーズンはトップチームの登録からは外されてリザーブチームであるミラン・フトゥーロでプレーすることになった。
2025年1月21日、双方合意の下にミランとの契約を解除した。1月23日、半年契約でル・アーヴルACに加入。

### 代表
ユース年代ではフランス代表でプレーしたが、フル代表はセネガル代表を選択した。2021年3月26日のコンゴ共和国代表戦でセネガル代表デビュー。

## 代表歴

### 出場大会
- セネガル代表
  - 2022 FIFAワールドカップ

### 試合数
- 国際Aマッチ 16試合 0得点（2021年-）[10]

| セネガル代表 | 国際Aマッチ | 国際Aマッチ |
| 年           | 出場        | 得点        |
| ------------ | ----------- | ----------- |
| 2021         | 8           | 0           |
| 2022         | 7           | 0           |
| 2023         | 0           | 0           |
| 2024         | 1           | 0           |
| 通算         | 16          | 0           |

## タイトル

### クラブ
ミラン
- セリエA: 2021-22

### 代表
セネガル
- アフリカネイションズカップ: 2021